# دونده مارپیچ (فیلم)
دونده مارپیچ (به انگلیسی: The Maze Runner) فیلمی در ژانر اکشن علمی تخیلی محصول سال ۲۰۱۴ آمریکا، به کارگردانی وس بال است که اولین فیلم بلند سینمایی او محسوب می‌شود. فیلم‌نامه این فیلم توسط نوا اوپن‌هایم، گرنت پیرس مایرز و تی.اس. نولین بر اساس رمانی به همین نام نوشته جیمز دشنر به رشته تحریر درآمده است. در این فیلم بازیگرانی همچون دیلن اوبرایان، کایا اسکودلاریو، توماس سنگستر، ویل پولتر، کی هونگ لی و پاتریشا کلارکسون ایفای نقش می‌کنند. دونده هزارتو در تاریخ ۱۹ سپتامبر ۲۰۱۴، توسط استودیوی فاکس قرن بیستم اکران شده است. دنباله‌ای برای این فیلم با عنوان دونده هزارتو: مشقت‌های اسکرچ در ۱۸ سپتامبر ۲۰۱۵ اکران شد.
این فیلم در ۱۹ سپتامبر ۲۰۱۴ منتشر شد و فقط با بودجه ۳۴ میلیون دلار در دسترس ساخت قرار گرفت که سود فوق‌العاده (۳۴۸ میلیون دلار) را به همراه داشت. در سال ۲۰۱۵ دنباله این فیلم با نام دونده مارپیچ: مشقت‌های اسکرچ و در سال ۲۰۱۸ دونده مارپیچ: علاج مرگ اکران شد.

## داستان
تامِس (با بازی دیلن اوبرایان) همراه با گروهی از نوجوانان در محله‌ای عجیب و مارپیچ از خواب بیدار می‌شوند، آنها هیچ چیز از جهان خارج به یاد نمی‌آورند، به غیر از رویاهای عجیب و غریبی دربارهٔ سازمانی مرموز که با نام ویکِد (W.C.K.D) شناخته می‌شود. تامس امیدوار بود با چیدن قطعات خاطرات گذشته و پیدا کردن نشانه‌های که در این مارپیچ یافت می‌شد، بتواند دلیل اصلی آمدن به این مکان و راهی برای فرار از آن را پیدا کند. آن‌ها سرانجام مجبور می‌شوند راهی برای خلاص شدن از این مکان پیدا کنند، اما با راهی مارپیچ و تودرتو روبرو می‌شوند که اطراف آن را دیوارهای عظیمی دربرگرفته است و در ورودی آن هر از چند وقت یکبار باز می‌شود…

## بازیگران
- دیلن اوبرایان در نقش تامس، آخرین مردی که وارد دشت شد
- کایا اسکودلاریو در نقش تیریسا، اولین و تنها زن دشت
- امل امین در نقش البی، اولین نفری که وارد دشت شد و رهبر افراد دشت می‌شود
- توماس سنگستر در نقش نیوت، دومین فرمانده افراد دشت
- کی هونگ لی در نقش مینهو، سردسته دونده‌ها
- ویل پولتر در نقش گَلی
- پاتریشا کلارکسون در نقش اِیوا پیج، رئیس ویکِد (W.C.K.D)
- بلیک کوپر[۴] در نقش چاک، یک پسر بسیار جوان دشت
- دکستر داردن در نقش فرایپن، یک آشپز
- جیکوب لاتیمور در نقش جف
- کریس شفیلد در نقش بن، یک دونده
- جو آدلر در نقش زارت
- رندل دی. کانینگهم[۵] در نقش کلینت
- الکساندر فلورس[۶] در نقش وینستون[۷]
- دان مک‌منس[۸] در نقش مرد نقاب‌دار،[۹] یک سرباز مسلح که افراد دشت را نجات می‌دهد

## دنباله‌ها
دونده مارپیچ: مشقت‌های اسکرچ ادامه قسمت اول این فیلم است که در ۱۸ سپتامبر ۲۰۱۵ اکران شد. سومین و آخرین فیلم نیز تحت عنوان دونده مارپیچ: علاج مرگ در ژانویه ۲۰۱۸، به نمایش درآمد.